# 全国牙病防治指导组
全国牙病防治指导组，简称全国牙防组，是中华人民共和国卫生部指导管理的口腔健康学研究发展机构。

## 历史
1988年成立，“过去在口腔卫生保健工作、监测口腔疾病、建立牙病防治组织等方面曾发挥了积极作用”。
中国卫生部对牙防组1997－2006年财务审计的结果认定，牙防组在没有取得认证许可的情况下，开展牙膏功效技术评价活动，收取208.5万元。另外还有违规领取补贴和财务管理问题。
2007年4月，全国牙防组因长期违规认证口腔健康产品，被卫生部撤销。卫生部组建卫生部疾病预防控制局口腔卫生处承接原全国牙防组的相关行政管理职能。